# 한석지
한석지(1922년 1월 17일 ~ 2016년 12월 27일)는 대한민국의 장로교 목사이며 종교인이다. 제64회 대한예수교장로회(합동) 총회장으로 활동하였다. 그의 아들은 총신대학교 교수인 한천설 박사이다.

## 생애
1922년 1월 17일 평안북도 강계군 외귀면 이남동에서 태어난 한석지 목사는 56년 청주대학교 법과대학과 61년 총회신학교 본과를 졸업했으며, 77년 미국 애틀랜타 임마누엘신학교에서 명예신학박사학위를 취득했다. 그는 한국교회와 교단은 물론 후학양성 등 다방면에 걸쳐 여러 활동을 펼쳤다. 그는 1955년 청주중앙교회에서 장로장립을 받았다가 이후 신학공부를 거쳐 1962년 평양노회에서 목사안수를 받고 목사의 길을 걸었다.
동암교회에서 목회를 하는 동안 함남노회장과 총회 서북대회장에 이어 1979년 9월 대구동부교회에서 열린 제64회 총회에서 총회장에 당선돼 대한예수교장로회(합동) 교단발전을 위해 헌신했다. 또한 청주 시온초등학교 교감(1951년), 총신대학교 신학대학원장(서리)(1980년), 총신운영이사회 부이사장(1989년), 총신재단이사(1991년) 등의 활동으로 후진양성에도 관심을 기울였다. 총신대학교의 한천설 교수가 그의 아들이다.

## 학력
- 청주대학교 법과대학 (현. 사회과학대학) 법학과 학사
- 총신대학교 신학과 학사

### 명예 박사 학위
- 애틀란타 임마누엘 신학대학원 명예 신학박사

## 경력
- 1951년 청주시온국민학교 교감
- 1955년 청주중앙교회 시무장로 장립

### 목회자 경력
- 1962년 평양노회 목사 안수
- 1963년 평안교회 부목사
- 1964년 동암교회 담임목사 위임
- 1966년 대한예수교장로회 (합동) 함남노회장 (~ 1971년)
- 1972년 대한예수교장로회 (합동) 서북대회장
- 1979년 대한예수교장로회 (합동) 총회장 (~ 1980년)
- 1980년 총신대학교 신학대학원장 서리
- 1989년 대한예수교장로회 총회신학원 운영위원회 부이사장
- 1991년 학교법인 대한예수교장로회 총회신학원 재단이사
- 1992년 동암교회 원로목사 추대
- 1992년 대한예수교장로회 (합동) 함남노회 공로목사 추대

### 총회 경력
- 1973년 제58회 총회 부서기
- 1974년 제59회 총회 부서기
- 1975년 제60회 총회 서기
- 1976년 제61회 총회 서기 겸 선교 100주년 기념사업 위원
- 1977년 제62회 총회 서기 겸 전권위원, 총신대학교 이사회 회계
- 1978년 제63회 총회 부총회장
- 1979년 제64회 총회 총회장 겸 울산노회 조직위원
- 1980년 제65회 총회 통일교 관련 조사위원
- 1981년 제66회 총회 찬송가 위원장
- 1982년 제67회 총회 신조자구 수정 연구위원 ("하나님은 신이시니"에서 "하나님은 영이시니"로 단어 수정 연구)
- 1990년 제75회 총회 함남노회 분립위원
- 1991년 제76회 총회 노회 분립위원장

## 같이 보기
- 한국의 목회자 목록
- 한천설

## 총회장 임기
| 전임 한병기 목사 | 제64대 대한예수교장로회(합동) 총회장 1979년 9월 20일 - 1980년 9월 25일 | 후임 이영수 목사 |

1. ↑  증경총회장 한석지 목사 소천, 기독신문, 2016-12-27